# Apidya
Apidya is een videospel voor de Commodore Amiga en voor Windows. Het spel werd uitgebracht in 1992. De speler speelt een wesp (een man die een wesp geworden is) en zoekt revanche voor de dood van zijn vriendin. Het spel heeft een Japans uiterlijk, maar is gemaakt in Duitsland.

## Ontvangst
| Beoordeeld door                | Platform | Datum          | Score |
| ------------------------------ | -------- | -------------- | ----- |
| Zero                           | Amiga    | juni 1992      | 93%   |
| ASM (Aktueller Software Markt) | Amiga    | januari 1992   | 92%   |
| Amiga Joker                    | Amiga    | december 1991  | 91%   |
| Amiga Format                   | Amiga    | juni 1992      | 90%   |
| Amiga Power                    | Amiga    | mei 1992       | 89%   |
| Pelit                          | Amiga    | mei 1992       | 85%   |
| CU Amiga                       | Amiga    | mei 1992       | 80%   |
| Power Play                     | Amiga    | januari 1992   | 80%   |
| Interface                      | Amiga    | 1994           | 66%   |
| High Score                     | Amiga    | september 1994 | 60%   |